# Power Nine
Power Nine è un termine inglese che si riferisce ad un gruppo di nove carte del gioco di carte collezionabili Magic: l'Adunanza. Queste carte facevano parte delle prime tre edizioni del gioco, tutte uscite nel 1993, e sono considerate tra le più potenti e rare di tutte. Le nove carte, stampate nelle edizioni Alpha, Beta e Unlimited, sono le seguenti: Black Lotus, Mox Pearl, Mox Ruby, Mox Sapphire, Mox Jet, Mox Emerald, Ancestral Recall, Timetwister e Time Walk.
Al 2022 tutte le Power Nine sono ristrette nei tornei Vintage e vietate nei tornei Legacy (peraltro, gli unici formati in cui sarebbero legali cronologicamente).

## Descrizione delle P9

### Black Lotus
Il Black Lotus (in italiano Loto nero, anche se la carta non è mai stata stampata in lingue diverse da quella inglese) è considerato la carta di maggior valore del gioco. Nel mercato collezionistico è divenuta la più rara e costosa tra le carte delle edizioni base, con quotazioni medie sui 7.500 dollari e di oltre 50.000 per quelle appartenenti all'edizione Alpha, con una quotazione massima registrata su eBay di 27.302 dollari.
Questa carta ha un costo di mana zero, pertanto può essere giocata con grande facilità e consente al giocatore di sacrificarla per poter aggiungere 3 mana di un qualsiasi singolo colore alla propria riserva di mana per quel turno. Il Black Lotus pertanto è un potente acceleratore di gioco, soprattutto se pescato nella prima mano o in una delle prime, perché consente al giocatore di lanciare magie costose fin dall'inizio della partita. La sua versatilità è tale che il giocatore professionista Zvi Mowshowitz ha dichiarato che il black lotus è il miglior artefatto nella storia del gioco e che qualsiasi mazzo sarebbe potenziato dal suo inserimento.
L'illustrazione è stata disegnata da Christopher Rush, a quei tempi dipendente della Wizards of the Coast e rappresenta un fiore di loto di colore nero con un denso fogliame sullo sfondo. È presente nei set base Alpha, Beta e Unlimited, tutti usciti nel 1993. Le prime due edizioni avevano il bordo nero, mentre la ristampa nell'edizione Unlimited il bordo bianco.

#### Varianti e riferimenti in altre carte
Diverse carte stampate nel corso degli anni hanno ripreso nel nome e nelle caratteristiche il Black Lotus. Alcune possono essere considerate vere e proprie varianti della carta (Petalo di Loto, Bocciolo di Loto, Loto Dorato, Fiore di Loto); altre vi fanno riferimento nel loro effetto sul gioco (Valle del Loto, Guardiano del Loto, Cobra del Loto) o anche nel testo di colore (Rotazione del Raccolto del set Eredità di Urza). Ci sono infine alcuni esempi nelle due "non-espansioni" di Magic, set di carte in cui il tema è l'autoironia sul gioco e che non sono utilizzabili nei tornei ufficiali: il Blacker Lotus in Unglued e il Mox Lotus in Unhinged, espansione in cui vi si fa riferimento anche nel testo di colore della carta Old Fogey.

### Moxen
I cinque Mox (Mox Pearl, Mox Ruby, Mox Sapphire, Mox Jet e Mox Emerald, chiamati in gergo "Moxen") sono carte artefatto, in tutto e per tutto simili alle terre base in quanto vengono giocate a costo zero e se tappate consentono di aggiungere un mana di uno specifico colore alla propria riserva. La grande potenzialità di queste carte è che a differenza delle terre base, di cui per regolamento se ne può giocare massimo una per turno, i Mox possono essere messi in campo senza limitazioni, accelerando vistosamente la strategia del giocatore che le gioca.
Tutte le cinque carte sono state illustrate da Dan Frazier e ognuna raffigura un gioiello del colore del mana prodotto, i colori sono i seguenti:
- Mox Pearl: mana bianco
- Mox Ruby: mana rosso
- Mox Sapphire: mana blu
- Mox Jet: mana nero
- Mox Emerald: mana verde

### Ancestral Recall
Ancestral Recall (Richiamo ancestrale) consente al giocatore di pescare tre carte, o di costringere un avversario a pescare tre carte al costo di un mana blu.
La forza di questa carta deriva dal suo rapporto costo-beneficio, infatti pescare più carte possibili è fondamentale in Magic in quanto aumenta la probabilità di trovare la carta necessaria in quel determinato momento di gioco. Esistono molte magie che consentono di pescare un numero variabile di carte, tuttavia queste carte per essere lanciate necessitano di un costo di mana notevole (ad esempio Concentrare consente di pescare tre carte ma ha un costo di due mana blu e due incolori) o di costi aggiuntivi (ad esempio scartare carte o rimetterle nel grimorio, sacrificare artefatti e creature o perdere punti vita), o ancora di particolari condizioni (come l'incantesimo Trionfo della ferocia, che permette di pescare una carta nella fase di mantenimento se si controlla la creatura di forza maggiore). Invece l'Ancestral recall può essere lanciato al costo di un singolo mana blu in qualsiasi momento e senza costi aggiuntivi.
La carta è stata illustrata da Mark Poole e rappresenta un guerriero con le mani appoggiate al capo, sullo sfondo vi è una piramide in stile maya in una giungla di palme.

### Timetwister
Il Timetwister (Vortice temporale) costringe tutti i giocatori (incluso chi la gioca) a rimescolare le carte della mano e del cimitero nel grimorio, per poi ripescare tutti sette carte, il tutto al costo di un mana blu e due incolori.
Questa carta è, tra le P9, quella che può avere il maggiore o minore potenziale, a seconda del giocatore che la possiede; infatti, se il giocatore che ha il Timetwister nel grimorio è in grande svantaggio di carte in mano e le sue magie migliori sono già nel cimitero, questa carta è in grado di salvare e ribaltare una partita già compromessa, in quanto annulla il vantaggio di sviluppo dell'avversario costringendolo a ripartire dall'inizio, chi la gioca ha la speranza che iniziando da capo con una maggior fortuna nella pesca delle carte e una migliore conoscenza del grimorio avversario potrà riuscire a ribaltare la partita. Per contro se il giocatore che ha il Timetwister nel proprio grimorio è colui che è in netto vantaggio di sviluppo giocarla si rivelerebbe addirittura controproducente.
La carta è stata illustrata da Mark Tedin e raffigura un guerriero con armatura e spada di tipo medioevale di fronte ad una clessidra in cui scorre del fluido rosso, dietro la clessidra si intravedono delle mani.

### Time Walk
Il Time Walk (Passo temporale) consente al giocatore che lo lancia di avere un turno extra, pertanto inizierà con la sua fase di mantenimento come se gli altri giocatori saltassero tutti quanti il turno. Il costo di lancio è un mana blu e uno incolore.
I vantaggi di questa carta sono sia offensivi che difensivi:
- Dal punto di vista offensivo la carta offre la possibilità di STAPpare tutto il proprio mana e le proprie creature per poter lanciare un secondo attacco senza che l'avversario possa reagire, utilizzando quindi anche quelle appena evocate nel turno precedente, in quanto non più affette da debolezza di evocazione.
- Dal punto di vista difensivo questa carta offre la possibilità per il giocatore in svantaggio di prendere tempo per allestire al meglio una difesa, giocando nuove creature e nuove magie in previsione dell'attacco avversario.

La carta è stata illustrata da Amy Weber e rappresenta degli scheletri che si incamminano lungo un sentiero che porta ad un campo di dolmen e menhir.

## Varianti delle P9
La fama e la potenza delle power nine è tale che in diversi set di espansione successivi sono state stampate carte che hanno molti punti in comune con le P9, tuttavia si tratta di carte nettamente più bilanciate in quanto riprendono le abilità delle P9 ma sono state depotenziate, oppure ne è stato aumentato il costo di mana o sono stati introdotti costi aggiuntivi,

### Black Lotus
- Diamante dell'Occhio del Leone: pubblicata nell'espansione Mirage è identica al black lotus ma richiede come costo aggiuntivo di scartare tutte le carte dalla propria mano. Malgrado questo svantaggio è rimasta comunque una carta estremamente potente per via delle diverse strategie che sfruttano il cimitero.
- Petalo di Loto: pubblicata nell'espansione Tempesta è identica al black lotus ma consente di produrre un solo mana.
- Loto dorato: pubblicata nell'espansione Mirrodin, ha la stessa abilità del black lotus ma per attivarla non deve essere sacrificata ma è sufficiente TAPparla, in compenso ha un costo di lancio di 5 mana incolori.

- Fiore di Loto: pubblicata nell'espansione Spirale Temporale, e identica al black lotus ma può essere giocata solo con Sospendere 3, pertanto il suo effetto può essere attivato non prima di 3 turni dopo il turno di lancio.

- Loto Gioiello: pubblicata nell'espansione Leggende di Commander, è identica al black lotus ma il mana prodotto con essa può essere usato solo per giocare il proprio comandante.

- Valle del Loto: pubblicata nell'espansione Cavalcavento è una terra che invece di produrre un solo mana produce tre mana quando viene TAPpata, tuttavia quando viene messa in campo bisogna sacrificare due terre come costo aggiuntivo.

- Campo di Loto: pubblicata nel set base Magic 2020, è una terra che funziona come la Valle del Loto ma con alcune differenze: entra in campo TAPpata, ma possiede l'abilità Anti-malocchio e il costo di sacrificare due terre è un'abilità innescata (che a differenza del costo della Valle del Loto può essere negata con carte come Reprimere).

### Moxen
- Mox di Diamante: pubblicata nell'espansione Fortezza consente se TAPpato di aggiungere un mana di un qualsiasi colore, come costo addizionale bisogna scartare una terra quando viene giocato.
- Mox di Cromo: pubblicata nell'espansione Mirrodin, richiede di rimuovere dal gioco una carta e consente se TAPpato di produrre uno dei mana della carta esiliata.
- Mox di Opale: pubblicata nell'espansione Cicatrici di Mirrodin consente se TAPpato di aggiungere un mana di un qualsiasi colore, ma possiede l'abilità Metallurgia, che si attiva solo controllando almeno tre artefatti; inoltre è leggendario, ovvero è possibile controllarne solo uno alla volta.
- Mox d'Ambra: pubblicata nell'espansione Dominaria[9], entra a costo zero e permette, se TAPpato, di aggiungere un mana di qualsiasi colore a scelta tra quelli che compongono il casting cost delle creature e dei planeswalker leggendari che si controllano.
- Mox di Tantalite: pubblicata nell'espansione Orizzonti di Modern, consente se TAPpato di aggiungere un mana di qualsiasi colore ma può essere giocata solo con Sospendere 3,  pertanto il suo effetto può essere attivato non prima di 3 turni dopo il turno di lancio.

### Ancestral Recall
Molte carte nel gioco consentono di pescare altre carte, tuttavia quelle che hanno una maggiore affinità con il Richiamo ancestrale sono:
- Tempesta Cerebrale: pubblicata nell'espansione Era Glaciale e in seguito ristampata più volte. Esattamente come il Richiamo ancestrale consente di pescare tre carte al costo di un mana blu, tuttavia impone come parte della sua risoluzione di scegliere due carte dalla propria mano e rimetterle in cima al grimorio.
- Visione Ancestrale: pubblicata nell'espansione Spirale Temporale, è identica all'Ancestral Recall ma può essere giocata solo con Sospendere 4, pertanto il suo effetto può essere attivato non prima di 4 turni dopo il turno di lancio.
- Traversata Sfarzosa: pubblicata nell'espansione I Khan di Tarkir, consente di pescare tre carte al costo di sette mana incolori ed un mana blu. È dotata tuttavia dell'abilità Esumare, che consente di pagare il mana incolore esiliando carte dal cimitero. Inoltre è stregoneria, ovvero è possibile giocarla solo nel proprio turno. Malgrado questo la carta si è rivelata un ottimo sostituto del Richiamo Ancestrale, al punto dall'essere vietata nei tornei Modern, Legacy e Pauper (formato nel quale sono consentite unicamente carte di rarità comune) e ristretta in quelli Vintage.

### Time Walk
Time Walk è forse la P9 maggiormente ripresa dopo il black lotus, infatti sono state date alle stampe le seguenti carte ispirate ad essa:
- Tutto per Tutto: pubblicata nell'espansione Mirage, consente di giocare un turno extra al costo di 2 mana rossi, ma provocherà la sconfitta immediata del giocatore che la usa al termine di questo turno extra.

- Distorsione Temporale: pubblicata nell'espansione Tempesta e in seguito ristampata nel set base Magic 2010, è identica al Passo Temporale ma ha un costo di mana di due mana blu e tre mana incolori.
- Stiramento Temporale: pubblicata nell'espansione Odissea e in seguito ristampata nel set base Decima Edizione, è una doppio Passo Temporale che consente di prendere due turni extra, con un costo di due mana blu e 8 mana incolori.
- Faro del Domani: pubblicata nell'espansione Quinta Alba, consente di giocare un turno supplementare al costo di due mana blu e 6 mana incolori, in aggiunta consente anche di rimescolare il Faro del Domani all'interno del grimorio invece di metterlo nel cimitero.
- Rimedio Tempestivo: stregoneria pubblicata nell'espansione Patto delle Gilde, ha un costo di un mana rosso, uno blu e uno incolore, consente di giocare un turno aggiuntivo, ma solo dopo aver vinto un lancio di moneta.
- Attraversare i Secoli: pubblicata nell'espansione Spirale Temporale, consente di giocare un turno supplementare al costo di due mana blu e 4 mana incolori, in aggiunta consente di sacrificare tre isole per riprenderla in mano appena risolta.
- Estorsione Temporale: pubblicata nell'espansione Caos Dimensionale, ha un costo di quattro mana neri, e consente di giocare un turno extra a meno che un avversario non sacrifichi la metà dei propri punti vita.
- Assaporare il Momento: pubblicata nell'espansione Landa Tenebrosa, consente di giocare un turno extra ad un costo limitato, solo due mana blu e uno incolore (comunque maggiore del Passo Temporale), tuttavia il giocatore è costretto in questo secondo turno a saltare la fase di STAP.
- Dominio Temporale: pubblicata nell'espansione Ritorno di Avacyn, consente di giocare un turno extra al costo di cinque mana incolori e due mana blu e viene esiliata dopo il lancio; tuttavia è dotata dell'abilità Miracolo, che consente di giocarla al costo di un mana incolore ed un mana blu (lo stesso del Passo Temporale) nel momento esatto in cui viene pescata, ma solo se è la prima carta che il giocatore ha pescato in quel turno.
- Aprire il Velo d'Acqua: pubblicata nell'espansione Battaglia per Zendikar, consente di giocare un turno extra al costo di quattro mana incolori e due mana blu e viene esiliata dopo il lancio; tuttavia è dotata dell'abilità Risveglio, che consente pagando due mana incolori e un mana blu supplementari di mettere sei segnalini +1/+1 su una terra controllata dal giocatore e renderla un elementale 0/0 con rapidità (rimane comunque una terra).
- Fulcro del Destino: pubblicata come carta promozionale del set base Magic 2019, consente di giocare un turno extra al costo di cinque mana incolori e due mana blu, ma nel caso dovesse finire nel cimitero viene rivelata e rimescolata nel grimorio del suo proprietario.

### Timetwister
- Spirale Temporale: pubblicata nell'espansione Saga di Urza, è identica al Vortice Temporale ma costa due mana blu e quattro mana incolori, inoltre deve essere rimossa dal gioco dopo essere stata giocata.
- Reintegrazione: pubblicata nell'espansione Alleanze, è identica al Vortice Temporale ma costa due mana blu e due mana incolori (un mana blu in più dell'originale Timetwister) e costringe, prima di pescare le sette carte a rimuovere dal gioco le prime dieci carte del grimorio.
- Influenza delle stelle: pubblicata nell'espansione Traditori di Kamigawa, è molto più potente dell'originale Vortice Temporale in quanto costringe i giocatori a rimescolare anche i propri permanenti in gioco, inoltre i giocatori ripartono tutti da 7 punti vita. Tutto questo si traduce in un costo di mana molto maggiore: due mana blu e otto mana incolori.
- Cascata Temporale: pubblicata nell'espansione Mirrodin, costa due mana blu e cinque mana incolori e consente o di pescare sette carte a testa o di rimescolare le carte in mano e nei cimiteri nel grimorio; tuttavia è dotata dell'abilità Intrecciare 2, questo significa che pagando due mana incolori supplementari si possono ottenere entrambi gli effetti.
- Inversione Temporale: pubblicata nel set base Magic 2011 e ristampata anche in Magic 2012, è identica al Vortice Temporale ma costa due mana blu e tre mana incolori, inoltre dopo il lancio la magia viene esiliata.
- Annullare il Giorno: pubblicata nel set base Magic Origins, è identica al Vortice Temporale ed ha lo stesso costo di due mana incolori ed un mana blu. Tuttavia se il giocatore l'ha lanciata nel suo turno questo termina non appena la magia viene risolta.
- Eco degli Eoni: pubblicata nell'espansione Orizzonti di Modern, è identica al Vortice Temporale ma costa quattro mana incolori e due mana blu. Tuttavia è dotata dell'abilità Flashback, che consente di lanciarla dal cimitero per due mana incolori ed un mana blu (lo stesso costo del Vortice Temporale) ma in quel caso dopo il lancio la magia viene esiliata.

## Vendite e eredità
Il potere del Black Lotus e la sua tiratura limitata l'hanno resa la carta Magic più costosa, con le carte Alpha in condizioni perfette tra le più apprezzate. Considerando ciò, la casa editrice Wizards of the Coast ha dichiarato che la carta non verrà ristampata, il che potrebbe danneggiarne il valore tra i collezionisti. È stata inclusa, insieme alle altre carte Power Nine e numerose altre carte dai primi set di Magic: the Gathering, nella Reserve List, una lista di carte che la Wizards of the Coast ha dichiarato che non verranno mai ristampate. 
Il set del 30º anniversario pubblicato dalla Wizards of the Coast nel 2023 ha ristampato 15 carte del set originale, inclusa la Black Lotus. Si tratta di carte proxy con retro unici, rendendole non idonee per i tornei, e utilizzano una cornice moderna invece della cornice classica della versione originale.
Nel 2013, una copia di alta qualità della carta è stata venduta su eBay per $27,302. Nel 2021, una copia della carta firmata da Rush è stata venduta per $511,100. Nel 2022, Post Malone, un fan di Magic, ha acquistato una prova d'artista firmata della carta per $800,000. Nel 2023, una copia della carta è stata venduta per $540,000. In entrambi i casi, le carte avevano un punteggio di valutazione perfetto. 
Dalla prima pubblicazione della carta, sono state create future carte "lotus". È stata realizzata una parodia della carta, chiamata "Blacker Lotus", che richiedeva al giocatore di strapparla in pezzi. 